# James Curtis Hepburn

Busto de James Curtis Hepburn.

James Curtis Hepburn (Milton, Pensilvania; 13 de marzo de 1815-East Orange, Nueva Jersey; 11 de junio de 1911) fue un médico y misionero cristiano estadounidense. Se le conoce por el sistema de romanización Hepburn (ヘボン式ローマ字 Hebon-shiki Rōmaji?) para la transliteración de la lengua japonesa al alfabeto latino, sistema que popularizó en su diccionario japonés-inglés.

## Biografía
Hepburn nació en Milton, Pensilvania, el 13 de marzo de 1815. Asistió a la Universidad de Princeton donde estudió química y a los clásicos, tras lo cual asistió a la Universidad de Pensilvania, donde, en contra de la opinión paterna, quien quería que estudiase leyes, obtuvo la licenciatura en Medicina en 1836. Decidió ir a China como misionero médico, pero tuvo que permanecer en Singapur durante dos años debido a la guerra del Opio en curso, por lo que los puertos chinos estaban cerradas a los extranjeros. Después de cinco años como misionero, regresó a los Estados Unidos en 1845 y abrió un consultorio médico en Nueva York.
En 1859, Hepburn viajó a Japón como misionero médico con la Misión Presbiteriana Americana. Abrió una clínica en la prefectura de Kanagawa, cerca de la actual Tokio. Más tarde fundó la Escuela de Hepburn, que se desarrolló en la Universidad Meiji Gakuin. Los alumnos japoneses de Hepburn incluyen a Furuya Sakuzaemon, Korekiyo Takahashi, y Numa Morikazu (沼 间 守 一).
Hepburn publicó un diccionario japonés-inglés. En la tercera edición del mismo, publicado en 1886, adoptó un nuevo sistema para la romanización de la lengua japonesa desarrollada por la Sociedad para la Romanización del Alfabeto Japonés (Rōmajikai). Este sistema es ampliamente conocido como romanización Hepburn, debido a la fama proveniente del diccionario. James C. Hepburn también contribuyó a la traducción de la Biblia al japonés, creando así, la primera Biblia evangélica para la lectura de los japoneses.
Regresó a los Estados Unidos en 1892. El 14 de marzo de 1905, a sus 90 años de edad, fue galardonado con la condecoración de la Orden del Sol Naciente, en tercera clase (Fue el segundo extranjero en recibir este honor).
Murió el 11 de junio de 1911 en East Orange, Nueva Jersey, a la edad de 96 años.